# Goldberg-variációk (Bach)
A Goldberg-variációk vagy Goldberg-változatok Johann Sebastian Bach műve (BWV 988) csembalóra vagy más billentyűs hangszerre. Manapság legtöbbször zongorán adják elő.
A Goldberg-variációk Bach egyetlen variációformában komponált műve, amelyet Hermann Karl von Keyserlingk gróf és csembalistája, Johann Gottlieb Goldberg számára írt 1741–42-ben. A mű átfogó, akadémikus alkotás, a barokk variációművészet mintapéldája. Minden rész önálló karakterrel, egyedi hangulattal bír, amelyek összhangját a tudatosan építkező szerkezet és az erőteljes, kánon alakzatokban rendszeresen visszatérő egyetlen közös basszustéma biztosítja.
A szokatlanul hosszú – 32 ütemes – főtéma harmóniameghatározó vázhangjai mind a harminc variációban változatlanok maradnak, míg az ívmotívum variált formákban ismétlődik meg. A műben háromféle variációtípus váltakozik: a fokozódó virtuozitással komponált futamokból, arpeggiókból álló „figuratív variációkat”, a különböző formák és műfajok stílusában – triószonáta, tánc, siciliano, fúga, szólóconcerto, ária, francia nyitány, quodlibet – felhangzó „karaktervariációk” követik, majd az ária basszustémája fölött egyre nagyobb belépési távolságokkal (a prímtől egészen a nonáig) megalkotott „kánonok” zárják. Bach a teljes sorozatot különleges variációkkal arányosan tagolja. A 10. Fughetta variáció az 1:2 arány, továbbá a mű felét lezáró 15. Andante mollvariáció és a második felét megnyitó 16. Francia nyitány az 1:1 arány kifejezője. A mű vége előtt a 28–29. variációkban megjelenik a virtuóz variációk sorának kadenciaszerű kibővítése, majd a 30. Quodlibet variációban – a várt decima-kánon helyett – két népdal kánonja csendül fel az Aria-basszus fölött. Legvégül a variációk után újra eredeti formában felhangzik az Aria, a mű metamorfózisaként.
A Goldberg-variációkat megjelenése után csak egyszerű gyakorlatnak tekintették, értékét később ismerték fel. Manapság – A fúga művészete mellett – Bach művészete egyik csúcspontjának tartják.

## A kompozícióról
A mű a hagyomány szerint 1741 környékén készült báró Hermann Karl von Keyserlingk, Szászország orosz nagykövete részére. Nikolaus Forkel, Bach első életrajzírója írta: ”A gróf gyakran betegeskedett, és ilyenkor álmatlan éjszakái voltak. A házában lakó Goldbergnek ilyenkor a szomszéd szobában kellett töltenie az éjszakát, és az álmatlanságban szenvedőnek valamit muzsikálnia. A gróf egyszer említette Bachnak, hogy szeretne néhány zongoradarabot Goldberg számára, amelyeknek lágy és vidám hangulata kellemessé tehetné álmatlan éjeit.”
A mű sikerét jelzi, hogy „Később a gróf ezeket a saját változatainak nevezte; nem győzött betelni hallgatásukkal, és hosszú időn át csak ennyit mondott, amikor álmatlan éjszakák jöttek: Ugyan kedves Goldberg, játssz már el egyet a változataim közül”. Ezért Bach az akkori viszonyokhoz képest igen nagy jutalmat kapott a művéért: „Bach talán még egy művéért sem kapott ehhez hasonló gazdag díjat. A gróf egy 100 Lajos-arannyal telt aranyserleggel ajándékozta meg. De lett volna bár ezerszer nagyobb az ajándék, akkor sem érhetett volna fel a mű értékével”.
Bach drezdai tartózkodása alatt ismerkedett meg Keyserlingkkel, Goldberget pedig jól ismerhette, mert kezdetben fia, Wilhelm Friedemann Bach tanította csembalózni, majd később maga Johann Sebastian. Forkel szerint Goldberg kitűnő billentyűs-játékos volt, de a zeneszerzéshez nem volt különösebben tehetsége.
A művet kiváltó okból következik, hogy viszonylag nyugalmas, harmóniát sugárzó művet írt Bach. A szerző úgy gondolta, hogy a gróf kívánságának leginkább egy variációs művel tehet eleget. Ez korábbi gondolataival teljesen ütközik, mivel az állandó, változatlan alap harmóniasor miatt nem tartotta elég mutatósnak a műfajt. „Bach úgy gondolta, e kívánságnak legalkalmasabban változatokkal tehet eleget, noha ezeket mindeddig, változatlan alapharmóniáik miatt hálátlan feladatnak tartotta. Miként azonban ez idő tájt már minden darabja remekmű volt, így keze alatt ezek a változatok is remekművekké váltak. E műfajra csak egyetlen példát szolgáltatott.” Viszont mindaz, amit Forkel a mester idegenkedéséről a variáció műfaját illetően feljegyzett, nem vonatkozhatott a variációs műfaj változatlan („ostinato”) basszus felett kibontott változatok típusára. A majdnem két évtizeddel korábban lejegyzett Ária díszítései alatt alig tűnik fel a lefelé lépő basszus ostinato motívuma, amelyre a harminc variáció építkezik.
Az ária, amin az egész mű alapul, nem is biztos, hogy Bach szüleménye, mert ez a dallam felbukkan Anna Magdalena Bach kottásfüzetében is, ezért egyesek a szerző feleségének tulajdonítják.
Forkel anekdotájának valóságtartalmát újabban a jeles Bach-kutató, Christoph Wolff erősen megkérdőjelezi, hiszen Goldberg a mű keletkezésekor alig 14 éves volt – nem biztos, hogy elég érett volt technikailag-szellemileg egy ilyen műhöz. Szerinte a Goldberg-variációk nem megrendelésre készült, hanem kezdettől fogva a Clavier-Übung koncepciójába illeszkedik (talán annak negyedik részeként készült).
Az 1741-es első kiadás (Nürnberg, Balthasar Schmid) ajánlásban híre-hamva sincs Goldbergnek vagy Keyserlingknek (lásd képaláírás). A mű egyébként Bach azon kevés művei közé tartozik, melyek még a szerző életében megjelentek nyomtatásban. Ebből az első kiadásból 14 példány fennmaradt, ebből egy darab kiállítva a párizsi Bibliothèque nationale-ban van, amely szerzői korrektúrákat is tartalmaz.

## A mű felépítése
Elsőként az ária szólal meg, majd ezt követi a 30 variáció. A variációk általában nem követik a dallamvonalat; Bach valószínűleg a basszusra és az akkordokra fókuszált. Emiatt és a háromnegyedes ütemmutató miatt sokszor titulálják a művet chaconne-nak, a probléma csak az, hogy a chaconne-ok általában csak négy ütem hosszúak, míg Bach áriája kétszer nyolc ütem, ahol ráadásul nyolc ütemenként egy ismétlőjel helyezkedik el.
- Goldberg variációk

Nem tudod lejátszani a fájlt?
Minden harmadik variáció egy kánon, amelyek a következőképpen követik egymást: az első egy unisono kánon, a második egy szekundkánon (tehát a második szólam a témát egy szekunddal feljebb kezdi, mint az első szólam), a harmadik egy terckánon, és így tovább, míg a 27. variáció egy nónakánon.
A közbeeső variációk között találkozhatunk a szvitmuzsikából megidézett tánctételek tematikáját követő variációkkal (4., 7., 19., 26.),
a prelúdiumok technikai gyakorlattípusát megörökítőekkel (5., 8., 14., 20., 23., 28., 29.), francia nyitánnyal (16.), és a meghitt családi összejövetelek tréfás énekrögtönzéseit megörökítő népdalfeldolgozással (30. sz. – ami a megtervezett felépítéssel ellentétben nem decimavariáció).
Bár a megrendelő kifejezetten utalt arra, hogy a variációkat egyenként kívánja előadatni, Bach mégis nagy műgonddal szerkesztette meg a mű egészét: a 16. helyre kerülő nyitány félreérthetetlenül a második rész kezdetét jelzi, a variáló kedv végső tetőpontját a tréfás Quodlibet valósítja meg. Mindezek után még egyszer megszólal az ária variálgatás nélkül – lehetőség a végtelenített lejátszásra.

## A variációk
A variációk G-dúrban íródtak, eltekintve a 15., 21. és 25. számúaktól. Több variáció is ún. kéttagú formát használ, amikor is az A szekciót követi a B. Az az előadón múlik, hogy melyik részt, illetve mindkét részt megismétli-e.

### Az ária

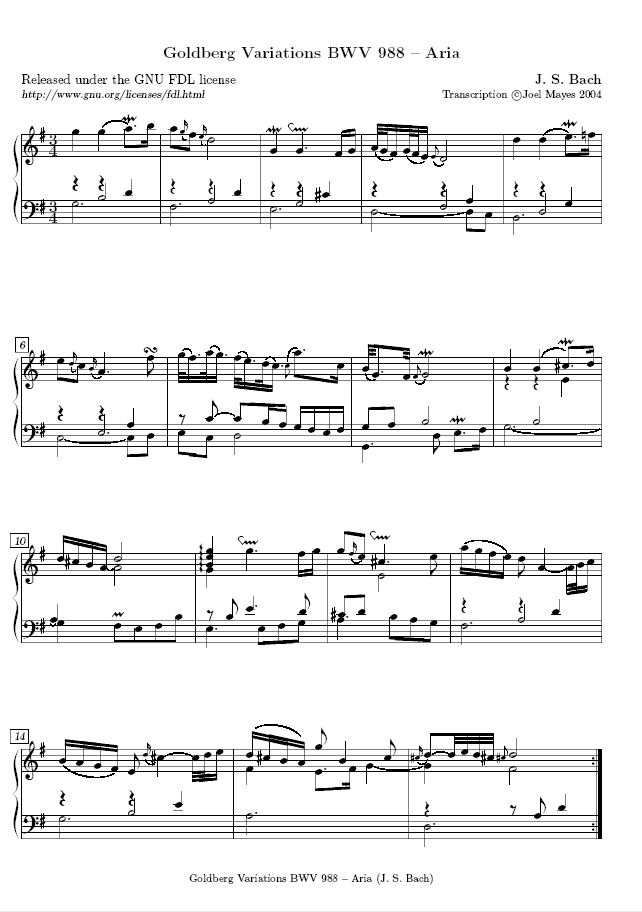
Az ária első része kottaformában

Az ária – ami tulajdonképpen egy sarabande, legalábbis ritmikája alapján – arra szolgál, hogy bemutassa a variációk alapját. A „hagyományos” variációkkal – ahol a dallamot variálják – ellentétben Bach ebben a műben a basszust variálta. Ez az ária Anna Magdalena Bach Klavierbüchleinjából származik.
A dallamot gyakran díszítik trillák, mordentek és előkék. 3/4-ben íródott.

### 1. variáció
Zenehallgatás Ez az élénk, 3/4-es egymanuálos variáció kontrasztban áll a lassú, elmélkedő hangulatú főtémával. Érdekessége, hogy az első hét ütemben a jobb kézben a hangsúly a második ütésre esik, ezzel egyfajta szinkópás jelleget adva a zenének. A 13. ütemben egy kézcsere történik (értsd: a bal kézbe kerül a magas regiszter, míg a jobba a mély; ilyenkor a játékos kezeinek kereszteznie kell egymást), majd utána két ütemen keresztül megint a „szinkópázgatás” következik. A B rész első két üteme ritmikailag az Az első két ütemének tükrözése, de ezután már máshogy folytatódik.
Peter Williams Bach: A Goldberg-variációk című műve szerint ez egy polonéz. A bal kéz ritmusának karaktere megtalálható még az E-dúr prelúdiumban (melyet a szerző szólóhegedűre írt), illetve a Wohltemperiertes Klavier első kötetének Asz-dúr prelúdiumában.
Schiff András esszéjében arról ír, hogy daktilus- és anapestus-ritmusok váltogatják egymást, amelyek az olasz concerto grossók hatását kelti.

### 2. variáció
Egyszerű kánon, ahol minden szekciónak kétfajta végződése van, ami annyit tesz, hogy az ismétlésekkor mindig másikat kell játszani. 2/4-ben íródott, egy manuálra, és rokonságot mutat a bachi triószonátákkal.

### 3. variáció

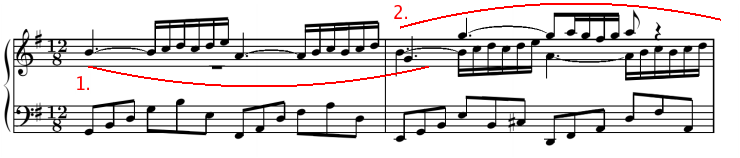
A harmadik variáció eleje

Ez az első rendes kánon, 12/8-ban, három szólamban egy manuálra. Egy unisono kánon (a második szólam is ugyanarról a hangról kezdődik, mint az első). A benne található harminckettedek egy gyors darab hatását keltik. A témát a felső kettő szólam mutatja be. A középső egy ütemmel később ugyanarról a hangról lép be. Közben a legmélyebb szólam az alaptémát írja körül.

### 4. variáció

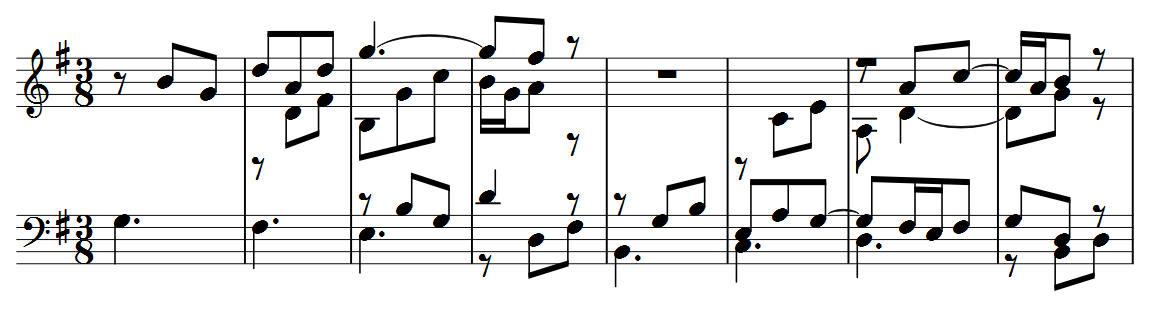
A negyedik variáció kezdő taktusai

Egy tánc (passepied – gyors menüettkeverék), ahol majdnem az összes ütem azonos mintára épül. Mindegyik szekció két végződéssel rendelkezik (primo és secundo). Egy manuál szükséges.

### 5. variáció

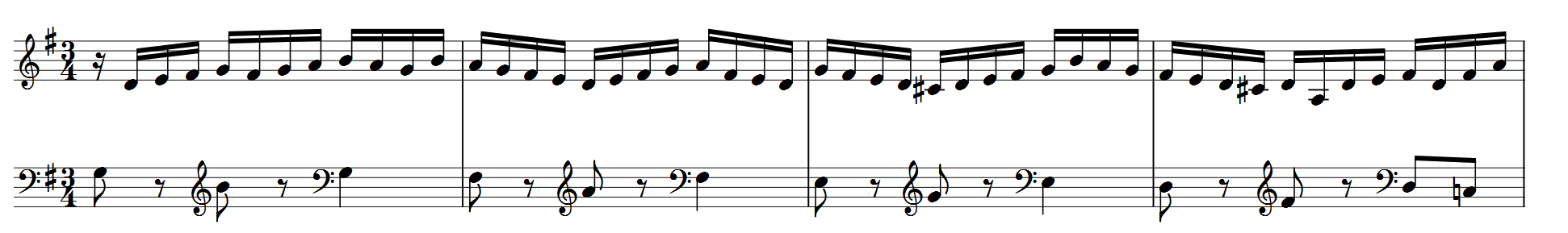
Az ötödik variáció kezdete

Itt a viszonylag gyors futamot kíséri egy nagy ugrásokkal teletűzdelt másik sor. Ez az első keresztkezes, kétrészes variáció. A Peters által kiadott kotta szerint lehet egy, de két manuálon is játszani, Schiff szerint egy manuál bőven elegendő – megfelelő technikai felkészültség mellett.
A mű toccata jellegű; Bach talán Domenico Scarlatti előtt tiszteleg.
A végtempóról a művészek véleménye megoszlik: vannak, akik nagyon gyorsan játsszák, míg mások inkább nyugodt tempót választanak.

### 6. variáció
Ez egy szekundkánon (a második szólam egy nagy szekunddal feljebb kezdődik, mint az első), 3/8-ban, egy manuálra. A kétfajta végződések itt is megtalálhatóak.
Az altot a szoprán egy szekunddal feljebb és egy ütemmel később imitálja. A basszus szólam önállóan állandó tizenhatodokban mozog.

### 7. variáció

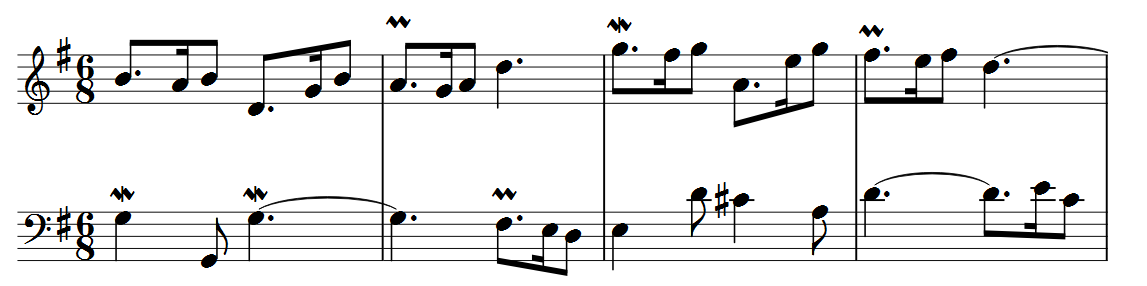
A hetedik variáció eleje

Ezt eredetileg sicilianoként (lassú, nyugodt tánc) játszották, de amikor Bach eredeti kézirata felbukkant, akkor kiderült, hogy ez eredetileg al tempo di giga (ez egy mozgalmasabb tánc) jelzést kapott. A pontozott ritmus erősen hasonlít a második Francia szvitre. Egy, vagy két manuálra.

### 8. variáció
Egy másik kétrészes variáció, 3/4-ben, két manuálra.
Újabb kétszólamú virtuóz szólam gyakori kézkeresztezésekkel; a sok díszítés miatt az ember pedig elgondolkodik, hogy tényleg két szólamban van-e a mű, mert a fül kb. kétszer ennyit érzékel. Egy manuálra íródott.

### 9. variáció
Terc-kánon, 4/4-ben. A legmagasabb szólam lép be először, majd ütemenként a többi. Egyszerű, derűs lírai darab egy manuálra.

### 10. variáció (Fughetta)

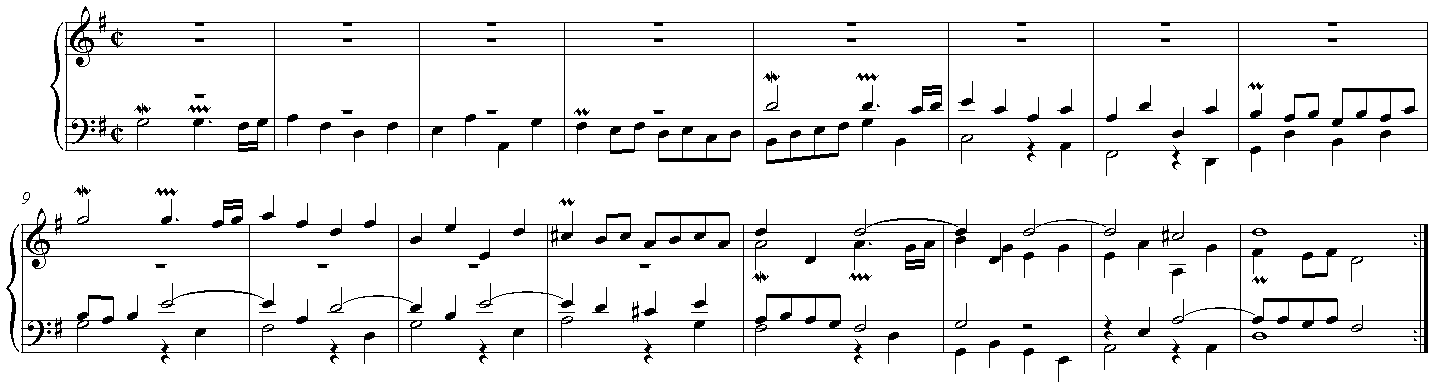
A fughetta első szekciója

Ez egy négyrészes fúga, alla breve, amely egy négyütemes, sűrűn díszített témára épül: egy rövid mordent a paránytrillán, amit egy felső mordent követ a következő pontozott nyolcadon, majd még egy felső mordent a téma negyedik ütemén. A téma elsőként basszusban jelenik meg (a basszus jelen esetben a kis G-ről kezdődik), majd D-ről a tenor folytatja, utána a szoprán következik a kétvonalas G-ről, majd az alt fejezi be az egészet A-ról. A B részben megváltozik a kulcs és a téma is. Egy manuál szükséges az előadásához.

### 11. variáció
Ez a variáció skálákból és arpeggiókból áll. Legtöbbször gyors tempóban játsszák. 12/16-os ütemmutatója elég ritka dolog. Két manuálra íródott.

### 12. variáció
Zenehallgatás (az első pár ütem) Kvartkánon 3/4-ben, ahol a válasz invertálva van. A bal kéz az A rész első hét ütemében bemutatja az ismételt negyedekből álló kíséretet. A B részben csak az első ütemekben figyelhető meg ez a kíséret, két D „személyében”, amit később egy C követ, majd kissé módosítva a 22. és 23. ütemben is megjelenik ez a motívum. A B rész ezen és a hangnem váltásán kívül a 19. és 20. ütemben előkéket is bevezet. Egy manuálra íródott.

### 13. variáció

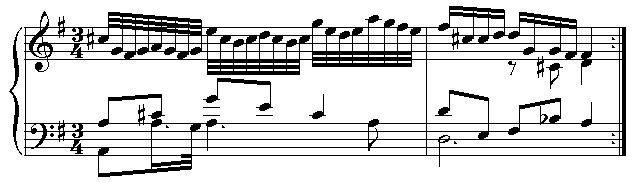
A variáció első felének vége

Igen díszített sarabande (3/4-es lassú tánc) két manuálra. A két alsó szólam polifon harmóniákban fonódik össze, felettük különös szépségű, végtelen dallam bomlik ki.

### 14. variáció
Briliáns és virtuóz variáció, trillákkal és egyéb gyors díszítésekkel. Két manuálra íródott, ami rögtön az első ütem G – g" ugrásában meg is mutatkozik. Ez a variáció is bővelkedik kézkeresztezésekben.

### 15. variáció (Andante)
Ez egy kvintkánon 2/4-ben, ellentétes motívumokkal, invertált válasszal. Ez az első variáció, ami mollban van, fordulópontot adva ezzel a műnek. Egy manuálra íródott.
A diatonikus basszus témát kromatikus köztes hangok színesítik. Az alt indít, a szoprán egy ütemmel később lép be.

### 16. variáció (Nyitány)
Ezt a művet Bach két tizenötös részre osztotta. Az osztást jól jelzi a nyitány jelzése is, ami a Maestoso (méltóságteljesen) instrukciót kapta. A nyitány elnevezést használhatjuk a nyitó- és záró-, igen erőteljes akkordok, a francia stílusú pontozott ritmusok miatt, illetve hogy a nyitányrész drasztikus ellentétben áll a kontrapunktikus Allegróval. A kontrasztot még tetézi, hogy a B szekció az eddigiekkel ellentétben drasztikusan más.
Egy manuálra íródott, 3/8-ban.

### 17. variáció
Antonio Vivaldi és Domenico Scarlatti stílusában íródott (legalábbis Williams szerint) – ezt igazolják a tört akkordok, illetve a szextlépések fokonként haladó szekvenciája. Két manuálra íródott, 3/4-ben.

### 18. variáció
Szextkánon egy manuálra, alla breve. Alt és szoprán a sorrend, az eltérés fél ütem.

### 19. variáció
Zenehallgatás (az első pár ütem) Az első hét ütem bemutatja a basszus főtémáját, amire az egész variációsorozat épül. A szoprán – elválasztott hangsúlyaival – egy teljesen gyengéd érzetet ad az egész variációnak. Egy manuálra, 3/8-ban. Ennek a variációnak erős menüett-hatása van.

### 20. variáció

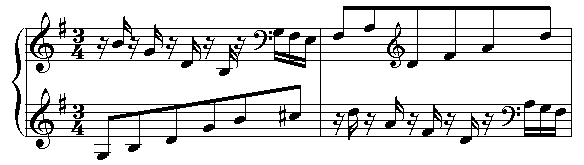
Az első két ütem a variációból

Egy újabb virtuóz variáció, aminek a hangulata kontrasztban áll az előzővel. Tartalmaz igen gyors kézkeresztezéseket (amennyiben zongorán játsszuk, kétmanuálos csembaló esetén jobb helyzetben vagyunk), a két kéz szinte egymást helyettesíti: amíg a bal kéz nyolcadokból álló szekvenciát játszik, addig a jobb különböző magasságokban egy-egy tizenhatodot játszik be. Ez egészen a nyolcadik ütemig így megy, amikor is fordul a kocka.
Két manuálra íródott, 3/4-ban.

### 21. variáció

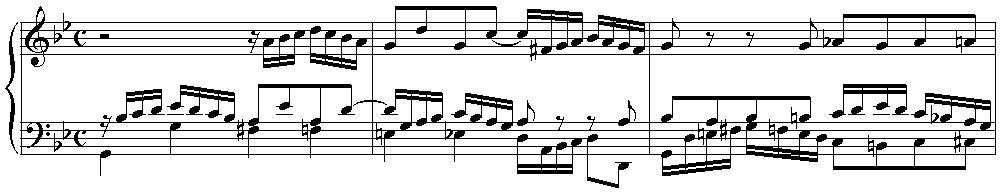
Az első ütemek

Szeptimkánon egy manuálra, 4/4-ben, amelyik a korál hagyományait idézi. Ez a második moll variáció. Az első moll variációval ellentétben ez nyugodt, Andante con moto.

### 22. variáció (Alla breve)
Hasonlóan a második variációhoz, ez is teljesen kánonformájú, és itt is alakulnak ki tercpárhuzamok (lásd még var. 8., 11–14., 21–22. és utolsó). Egy manuálra íródott.

### 23. variáció

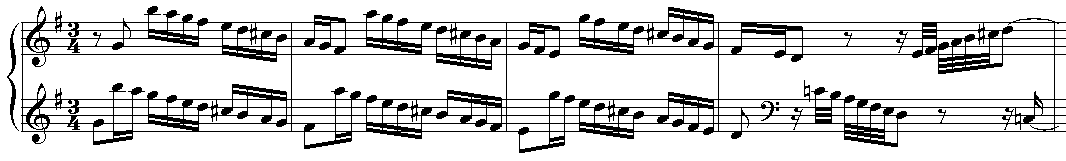
Az első négy ütem a variációból

Egy újabb élénk és virtuóz variáció, kétmanuálosok előnyben. A variáció 3/4-ben íródott. A dallamvonalat a bal kéz mutatja be, feltűnően magasan, az egyvonalas G magasságában, majd D-ről egészen A-ra lejut, ahol a dallamot átveszi a jobb kéz, ami egy ideig viszi, majd átadja a bal kéznek, és így tovább, egészen az A rész végéig. A B rész ennek a bonyolítása, a két kéz tercközelségben játszik egymáshoz képest.

### 24. variáció
Oktávkánon. Két válasz van: az egyik egy oktávval feljebb, a másik eggyel lejjebb íródott. Egy manuálra készült, 9/8-os ütemmutatóval.

### 25. variáció
Bach Adagio tempójelzést írt elő a 3/4 mellé. Ez is egy moll variáció, rendkívül hosszú (akár 5 perc) és sötét. Két manuál szükséges hozzá.

### 26. variáció
Annak ellenére, hogy lent gyors arabeszkeket kell játszani, ez alapvetően egy sarabande. Ez megint kontrasztban áll az előző hangulatával, mert ebből a variációból sugárzik az öröm.
Szimultán 18/16-od és 3/4-ed az ütemmutató. Két manuálosok itt is előnyben.

### 27. variáció
Nónakánon 6/8-ban; két manuál ajánlott. Ez az egyetlen kánon, ahol nincs basszus, mivel csak kétszólamú.

### 28. variáció

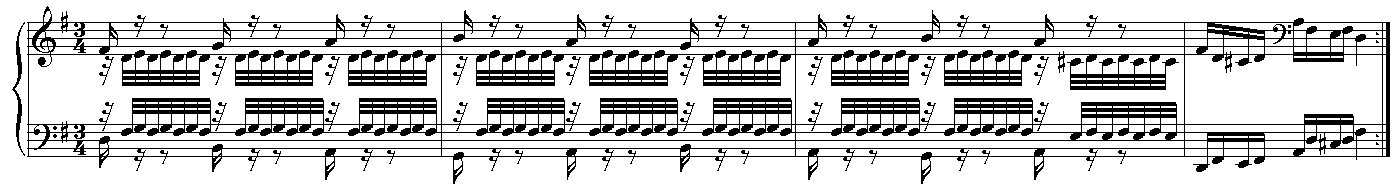
A variáció záró ütemei

Ennek a variációnak (két manuálra íródott, 3/4-ben) a mindkét kézben felbukkanó briliáns trilla a jelképe. Kezdetnek a jobb kéz ütemenként három hangot játszik, melodikus vonalat alkotva a trillázó balkéz felett, ezután mindkét kéz tizenhatodokat játszik, aminek eredménye az, hogy végül mindkét kéz nagy trillázásba fog, mintegy egymást tükrözve. A B részben megint ellentétes motívumokkal találkozhatunk, ami megint trillázásba vált, és ebből következik aztán a variáció konklúziója.

### 29. variáció
Igen grandiózus variáció, „nehézkes” akkordokkal, amelyeket később a szóló ereszkedő arpeggiói váltanak, ami egy kis „levegővételi helyet” ad a játékosnak az előző virtuóz részek után. Egy vagy két manuálra, 3/4-ben.

### 30. variáció (Quodlibet)
A korál és akkori népi dallamok (Ich bin so lang nit bey dir g'west; Kraut und Rüben haben mich vertrieben) keveréke 4/4-ben. Bach eredetileg valószínűleg amolyan tréfának írta, egyik családi találkozójuk alkalmával. Sokan azt érezhetik, hogy ez a variáció megelőlegezi az ária visszatértét. Egy manuál kell hozzá.

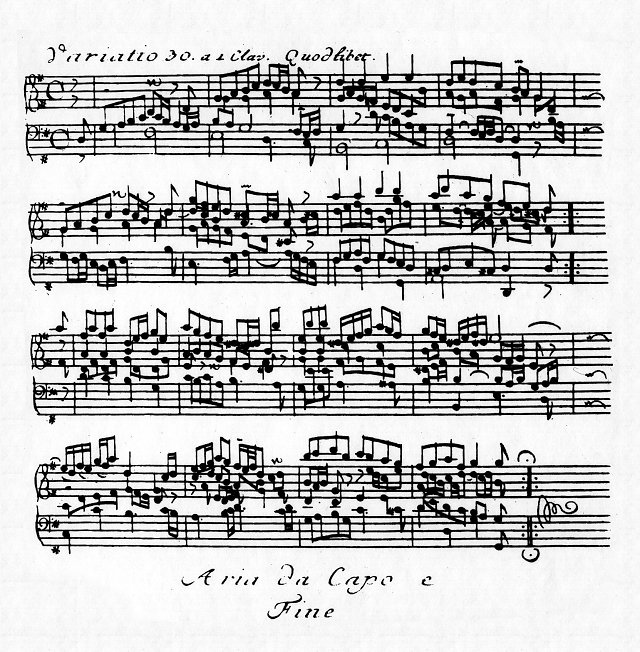
A kézirat zárólapja

### Aria da Capo/Repríz
Hangról hangra megegyezik a nyitóáriával, de az előadó általában sokkal vágyakozóbbra frazeálja. Ez a visszatérés szükséges: egyrészt ez ad szimmetriát a műnek, másrészt lehetőséget ad a végtelenített lejátszásra (amire a báró álmatlan éjszakáin lehet, hogy sokszor szükség volt).

## Előadása
A Goldberg-variációk azon kevés Bach-művek közé tartozik, amelyeknél Bach megnevezte a csembalót, mint az előadás hangszerét.
Csembalón vagy orgonán való előadás esetén kétmanuálos hangszerre van szükség. Kisebb nehézségekkel egymanuáloson is elő lehet adni. A második manuál csak a 13., 14., 17., 20., 23., 26. és 28. variációhoz szükséges, ezen kívül az 5-ikhez és a 29-ikhez opcionális.
Ezen kívül természetesen zongorán is előadható, de létezik belőle sokféle átirat, például vonóstrióra is.
A mű viszonylag hosszú: 40-től 80 percig terjedhet, ami a tempótól és attól függ, hogy a játékos mennyit ismétel.

## Érdekességek

### BWV 1087
Egy tizennégy kánont tartalmazó sorozat, ami a Goldberg-variációk kiegészítése. 1974-ben találták meg Strasbourgban (Franciaország). A talált kánonokban a 11. és a 13. a BWV 1077 és a BWV 1076 rövidített változatai. Az utóbbinak a kezdő ütemei találhatóak meg a híres Bach-portrén .

### Amit a bárányok hallgatnak…
A bárányok hallgatnak (1991) című horrorfilm egyik jelenetében dr. Hannibal Lecter teljes átéléssel Glenn Gould 1981-es felvételét hallgatja, ahol az előadó az áriát játssza a Goldberg-variációkból. A Hannibal (2001) című film kezdetekor felbukkanó stáblista alatt is ugyanez hallható.

### BWV 1079
A Musikalisches Opfer (Zenei áldozat) (BWV 1079) című Bach-mű tartalmaz olyan kánont, amely visszafelé lejátszva teljesen megegyezik az eredetivel. A 23 – Nichts ist so wie es scheint című német filmben Karl Koch Bachot nevezi a világ első hackerének, szerinte matematikusként gondolkodott.

## Ajánlott irodalom
- Peter Williams: Bach: The Goldberg Variations. Cambridge University Press, 2001, ISBN 0-521-00193-5)
- Schiff András 2003-as firenzei esszéje (megtalálható saját interjúskönyvében, Vince Kiadó)

## Főbb kottakiadványok
- Ralph Kirkpatrick. New York/London: G. Schirmer, 1938. A szerkesztő kimerítő előszava után az eredeti címlapot is láthatjuk. Ugyan nincs ráírva, de ez egy urtext kiadás.
- Hans Bischoff. New York: Edwin F. Kalmus, 1947 (a szerkesztői munka a 19. századból való). Interpretációs jelekkel.
- Christoph Wolff. Bécs: Wiener Urtext Edition, 1996. Urtext kiadás, az 1975-ben megtalált szerzői javított változata alapján. Ujjrend Huguette Dreyfus csembalista által.
- Reinhard Boess. München: Edition text + kritika, 1996. Verschiedene Canones … von J.S. Bach (BWV 1087). ISBN 3-88377-523-1.

## Átiratok és feldolgozások
Több előadó is átdolgozta a művet. Időnként csak a hangszerelésén változtattak, de van amikor a hangokat is megváltoztatták, esetleg mindkettőt.
- Joseph Gabriel Rheinberger, átirat két zongorára, op. No. 3
- Ferruccio Busoni egy teljesen újraírt darabot hozott létre zongorára. Michael Kimmelman () szerint „Busoni megkeverte a variációkat, egy párat elhagyott, majd egy saját írású kódát adott hozzá, hogy meglegyen a háromtételes forma; mindegyik tételnek határozott, íves formája van, és az egész korrektül megtervezett dráma, az eredetitől eltérően.”
- 1984 – Dmitri Sitkovetsky, átirat vonóstrióra
- 1987 – Jean Guillou, átirat orgonára
- 1997 – Eötvös József gitárra készített átiratot
- 1999 – Uri Caine, átirat különböző hangszerekre és stílusokra, van benne Mozart, tangó, dzsessz, Hammond-orgona…
- 2000 – Jacques Loussier, jazz trióra átirat (Play Bach)
- 2021 – Marcin Wasilewski Trio, jazz trió átirat (En Attendant, Variation No.25)

## Felvételek
- Wanda Landowska – 1933 novembere, Párizs – EMI 5 67200 – ADD – csembaló
- Wanda Landowska – 1945 – New York City – RCA – csembaló
- Glenn Gould – 1954. június 21. – CBC – monó – zongora
- Glenn Gould – Bach: The Goldberg Variations (1956) [1955. június 10-16.]– Sony Classical 52 594 – ADD – zongora
- Glenn Gould – 1959, élőben a Salzburgi Fesztiválon – Sony Classical 52685 – ADD – zongora
- Ralph Kirkpatrick – 1959 – Deutsche Grammophon 439 673-2 – ADD – csembaló
- Helmut Walcha – 1960 júniusa – 1961 márciusa – Hamburg – EMI 4 89166 – ADD – csembaló
- Gát József – 1963 – Hungaroton HRC 1001 – AAD – csembaló (39' 25")
- Martin Galling – 1964]– Vox Records [CD: Membran 231560] – ADD – csembaló (45' 14")
- Marija Jugyina – 1968 – Мелодия МЕЛ 1001874 – zongora
- Wilhelm Kempff – 1969 júliusa – Deutsche Grammophon 439 978-2 – ADD – zongora
- Charles Rosen – 1969 júliusa – Sony SBK 48173 – ADD – zongora
- Gustav Leonhardt – 1978 – Deutsche Harmonia Mundi GD77149 – ADD – csembaló
- Eunice Norton – 1978 – zongora
- Trevor Pinnock – 1980 – Archiv Produktion 415 130-2 – ADD – csembaló
- Glenn Gould – Bach: The Goldberg Variations 1981 áprilisa/májusa – New York Sony Classical 52619 – DDD – zongora
- Alexis Weissenberg – 1981 – EMI 6023192 és 6387222 – zongora
- Schiff András – 1983 – Decca – 417 116-2 – zongora
- Chen Pi-hsien – 1985 októbere – Frankfurt Naxos 8.550078 – DDD – zongora
- Maria Tipo – Párizs, 1986. június 26–28. – EMI HMV 5 86666 – DDD – zongora
- Tatyjana Nyikolajeva – 1986. november 10., St. John's, Smith Square (élő) – BBC Legends BBCL 42282 – zongora
- Jean Guillou – 1987 novembere, Église Notre-Dame des Neiges, Alpe d'Huez, Franciaország – Dorian 90110 – orgona
- Ton Koopman – 1988 ERATO 45326-2 – DDD – csembaló
- Keith Jarrett – 1989 januárja – ECM Records 839 622-2 – DDD – csembaló
- Daniel Barenboim – 1989. október 12. Buenos Aires-i Teatro Colón Erato/WP WPCC3256 7(CD) – zongora
- Virginia Black – 1991 – Collins – 70032-2 (2 CD)
- Maggie Cole – 1991 – Virgin 5 61555 (2 CD) – DDD – clavicembalo
- Vladimir Feltsman – 1991. október 26. élőben a Moszkvai Konzervatóriumban –  513260T – DDD – zongora
- Pierre Hantai – 1992 júniusa – Opus 111 (OPS 30-84) – DDD – csembaló
- Andrei Gavrilov – 1993 – Deutsche Grammophon 435 436-2 – DDD – zongora
- Eleonore Bühler-Kestler – 1993 októbere, Bayreuth – CHARADE; CHA 3012 – DDD – csembaló
- New European Strings Chamber Orchestra – 1993 októbere, Hamburg, Dmitri Sitkovetsky átirata – Nonesuch – zenekar
- Peter Serkin – 1994. június 1–3. – Manhattan BMG Classics 09026 68188 2 – DDD – zongora
- Konstantin Lifschitz – 1994. június 10–13. – Denon Records – #78961 – DDD – zongora (Lifschitz 17 éves volt a felvétel készültekor.)
- Christophe Rousset – 1994. szeptember 27–29. – a L'Oiseau-Lyre, ma Decca 475 7080 – DDD – csembaló – minden ismétlés
- Masaaki Suzuki – 1997 – BIS, BIS-CD-310819 – DDD – csembaló – minden ismételve
- Szakály Ágnes, Farkas Rózsa – 1998 – Hungaroton HCD 31764 – DDD – cimbalom[!] (75' 9")
- Pieter-Jan Belder – 1999. április 20., július 8. – Brilliant Classics 92284 – DDD – csembaló (77' 28")
- Angela Hewitt – 1999. augusztus 28.–szeptember 1., Henry Wood Hal, London – Hyperion Records CDA 67305 – zongora
- Jevgenyij Koroljov – 1999 augusztusa – Goldberg Variations (Clavier-Übung IV) (Volume 112)
- Amati Vonóstrió – 1999 decembere, middelburgi zsinagóga – The Netherlands Columns Classics 99564 – DDD – vonósok
- Murray Perahia – 2000 júliusa – Sony Classical SK/SM 89243 – DDD – zongora
- Celine Frisch – 2001 – Alpha 14 (2 CD) – a BWV 1087-tel karöltve – csembaló
- Jill Crossland – 2003 – Apex (Warner Classics) 0927 49979 2 – DDD – zongora
- Jandó Jenő – 2005 – Naxos 8.557268 – DDD – zongora
- Richard Egarr – 2005. március 8–11. – Harmonia Mundi HMU 907425.26 – a BWV 1087-tel – DDD – csembaló
- Simone Dinnerstein – felvétel 2005, kiadás 2007 – Telarc International, CD-80692 – zongora
- Catrin Finch – 2008 – Deutsche Grammophon 477 809 7 – DDD – hárfa[!]
- Kenneth Weiss – 2008. október, Pau, St. Louis Színház (élő) – Satirino SR091 – csembaló

Dátum nélkül:
- Christiane Jaccottet – ZYX Classics CLS 4131
- Rosalyn Tureck – (1) Polygram Records – és (2) Video Arts Int'l (VAI) – #1029